# Yasemin Can
Yasemin Can (Kenia, 11 de diciembre de 1996) es una atleta turca de origen keniano, especialista en las pruebas de 5000 m y 10000 m en las que llegó a ser campeona europea en 2016.

## Carrera deportiva
En el Campeonato Europeo de Atletismo de 2016 ganó la medalla de oro en los 5000 metros, con un tiempo de 15:18.15 segundos, llegando a meta por delante de la sueca Meraf Bahta y la británica Stephanie Twell; y también ganó el oro en los 10000 metros, con un tiempo de 31:12.86 segundos, llegando a meta por delante de la portuguesa Dulce Félix y la noruega Karoline Bjerkeli Grøvdal (bronce).